# Fabien Mary
Fabien Mary (* 6. Mai 1978) ist ein französischer Jazz-Trompeter.
Mary besuchte ab 8 Jahren die Musikschule von Bernay und studierte von 1996 bis 1998 am Konservatorium von Évreux und danach an dem von Rouen, wo er Preise in Kammermusik und für Trompete erhielt und gleichzeitig die Jazz-Klasse bei Rémi Bîet besuchte. 1998 zog er nach Paris, hielt aber Kontakt zur Szene in Rouen – er spielte mit der Euphonium Big Band und mit Biet. In Paris spielte er in der Band „Nuits Blanches“ von Alexandre Tassel (im Jazz Club Petit Opportun), in der Big Band des CNSMDP unter Leitung von François Théberge, in der „Paris Jazz Big Band“ von Pierre Bertrand und Nicolas Folmer, in der „Super Swing Machine“ von Gérard Badini, dem Quintett von Xavier Richardeau, der Big Band von Michel Pastre und in eigenen Bands. 2000 gründete er mit Sophie Alour, Erick Poirier und Dominique Mandin das „Vintage Orchestra“, einer Big Band aus 16 Musikern, die dem Vorbild des Thad Jones/Mel Lewis Orchestra folgen.
Mary spielte u. a. mit David Liebman, Johnny Griffin, Preston Love, Diana Krall und Archie Shepp.
2003 erhielt er den Django d’Or (Frankreich) als neues Talent.